# Li Aj-jüe
Li Aj-jüe (čínsky pchin-jinem Lǐ Aiyuè, znaky 李爱月; * 15. srpna 1970 Wen-čou) je bývalá čínská zápasnice – judistka.

## Sportovní kariéra
Judu se věnovala od 14 let v rodném Wen-čou. V čínské ženské reprezentaci se pohybovala od roku 1988 v superlehké váze do 48 kg. V roce 1992 startovala na olympijských hrách v Barceloně, kde nestačila na svojí tradiční přemožitelku Japonku Rjóko Taniovou (Tamuraovou). S Taniovou prohrála ve finále mistrovství světa v roce 1993 a 1995. V roce 1996 startovala na olympijských hrách v Atlantě, kde prohrála v úvodním kole s Francouzkou Sarah Nichilo-Rossovou za penalizaci na koku. Sportovní kariéru ukončila v roce 1998. Věnuje se trenérské a rozhodcovské práci v provincii Če-ťiang.

## Výsledky
| Turnaj            | 1988            | 1989            | 1990            | 1991            | 1992            | 1993            | 1994            | 1995            | 1996            | 1997            |
| Turnaj            | 18              | 19              | 20              | 21              | 22              | 23              | 24              | 25              | 26              | 27              |
| Turnaj            | superlehká váha | superlehká váha | superlehká váha | superlehká váha | superlehká váha | superlehká váha | superlehká váha | superlehká váha | superlehká váha | superlehká váha |
| ----------------- | --------------- | --------------- | --------------- | --------------- | --------------- | --------------- | --------------- | --------------- | --------------- | --------------- |
| Olympijské hry    | —               |                 |                 |                 | úč.             |                 |                 |                 | úč.             |                 |
| Mistrovství světa |                 | —               |                 | 7.              |                 | 2.              |                 | 2.              |                 | úč.             |
| Asijské hry       |                 |                 | 2.              |                 |                 |                 | 2.              |                 |                 |                 |
| Mistrovství Asie  | 1.              |                 |                 | —               |                 | —               |                 | —               | —               | —               |